# Chrysotoxum hameleon
Chrysotoxum hameleon är en tvåvingeart som beskrevs av Violovitsh 1973. Chrysotoxum hameleon ingår i släktet getingblomflugor, och familjen blomflugor. Inga underarter finns listade i Catalogue of Life.